# Єнот із Херсона
Херсо́н (найбільш відомий як єно́т з Херсо́на) — один з двох єнотів, яких директор кримського зоопарку «Казка» Олег Зубков вивіз із херсонського зоопарку при відступі російських військових з міста. Про це стало відомо після повідомлення російської пропагандистської публіцистки Анни Долгарєвої. Завдяки Долгарєвій, якій належать фрази «покрасти єнота» і «Херсон повернемо, єнота не повернемо», створився образ «єнота з Херсона». Тварина стала героєм численних мемів після його передбачуваної крадіжки російськими військовими. Мем з єнотом став вірусним у соціальних мережах, коли українці перетворили єнота на героя війни. Звірю присвячений проросійський новинний Telegram-канал «Енот из Херсона».

## Історія
11 листопада 2022 року кримський бізнесмен, директор парку левів «Тайган» та зоопарку «Казка» Олег Зубков опублікував на своєму YouTube-каналі відео під назвою «Ми в Херсоні. Олег Зубков ловить єнотів ГОЛИМИ РУКАМИ», де він ловив єнотів у Херсонському зоопарку. ЗМІ звернули увагу на відеоролик лише за кілька днів. На відео видно, як кілька людей в одязі із символікою «Тайгана» витягують тварин, у тому числі ослів та лам, із клітин та завантажують їх у фургон. За даними ЗМІ, передбачається, що на кадрах видно переміщення тварин із Херсонського зоопарку до «Тайгану». Повну версію відео пізніше видалили, але його уривки збереглися в облікових записах користувачів соцмереж.
У той же день російська (в минулому українська) поетеса і воєнний кореспондент Анна Долгарєва, яка емігрувала до Росії та підтримала вторгнення, повідомила у своєму Telegram-каналі про вивезення одного з єнотів: «У мене дуже просили хороших новин по Херсону, але реально єдина хороша новина в тому, що мій товариш встиг покрасти єнота з Херсонського зоопарку».
Через кілька днів Олег Зубков заявив в інтерв'ю, що тварин із Херсонського зоопарку вивезли до окупованого Росією Криму та розмістили у сафарі-парку «Тайган». За словами Зубкова, до парку привезли двох вовчиць, ламу, ослицю, сім єнотів, павичів, цесарок і фазанів. Він заявив, що «рятує» тварин від бойових дій і пообіцяв їх повернути, як тільки ситуація у Херсоні нормалізується.

## Реакція

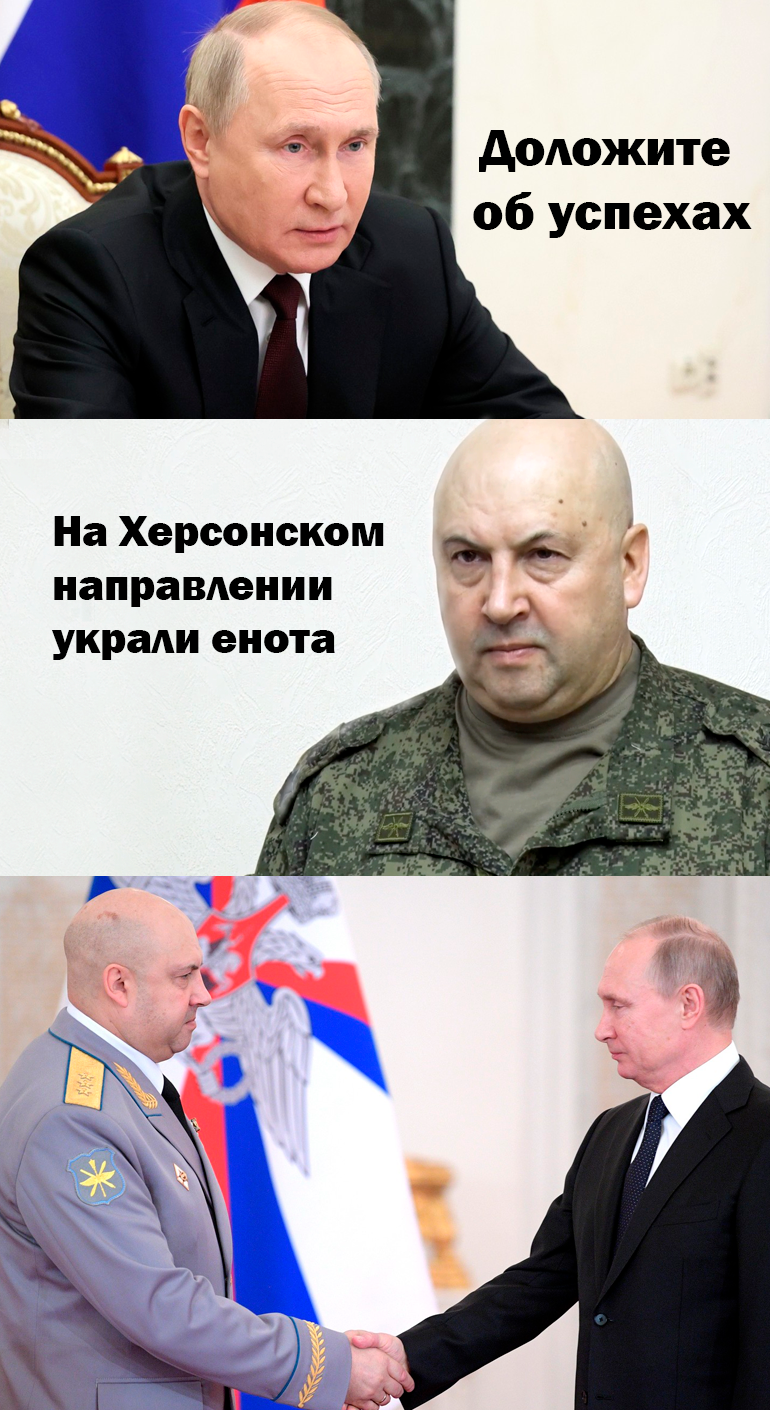
Приклад мему про єнота із Херсона.
(— Доповісте про успіхи
— На Херсонському напрямку вкрали єнота)

### Україна
13 листопада засновник руху UAnimals Олександр Тодорчук заявив, що російське командування вкрало єнота із Херсонського зоопарку. За його словами, більшу частину колекції зоопарку російські війська вивезли до Криму. На відео також звернули увагу українські ЗМІ, повідомивши, що тварини вкрали під час виведення російських військ з Херсона. Вони також послалися на вірш і пост воєнного кореспондента Анни Долгарєвої, яка пізніше почала заперечувати крадіжку єнота. Своєю чергою, скриншот посту Долгарєвої розлетівся Твіттером, де потім було опубліковано безліч мемів і жартів про єнота.
Як пише Українська служба Бі-Бі-Сі, в Україні єнот став символом війни та «абсурдності російських військових», які, як стверджується, крадуть усе: «від пральних машин та унітазів до тварин». Українські користувачі пожартували, як змінилися цілі російських військових в Україні: від взяття під контроль Росії всієї території України до крадіжки єнота із зоопарку. Викрадення тварини назвали нібито «сакральною метою російської спецоперації». Користувачі соцмереж запропонували медаль «За взяття єнота» та представили, як російське вище військове командування повідомляє про це президентові Росії Володимиру Путіну. Українці розміщували меми із закликами до його звільнення, такими як «Врятувати рядового єнота», що відсилає до назви військового фільму «Врятувати рядового Раяна».
Вивезення тварин із зоопарку змусило українських користувачів згадати також історії з мародерством російських військових. На одному з мемів російським військовим рекомендують брати єнотів замість пральної машини, бо той важить менше, а стирає та полоще білизну цілий день. А для деяких маленький хижак став уособленням українського опору — користувачі припустили, що єнот нібито стане «головою уряду Херсонської області у вигнанні».
Спікер військової адміністрації Одеської області Сергій Братчук запропонував обміняти єнота на десять російських військовополонених. Також на сайті Офісу Президента України було створено петицію з пропозицією обміняти єнота на одеський пам'ятник Катерині II. Станом на 22 листопада її підписало понад 6,5 тисячі осіб.
Генеральний директор «Укрпошти» Ігор Смілянський заявив, що «Укрпошта» може випустити нову марку з вивезеним з Херсона єнотом. Депутат Херсонської обласної ради Сергій Хлань зазначив, що єнот став таким самим символом Херсона, як херсонський кавун.

### Росія
22 листопада телеканал «Вести. Кострома» показав сюжет про взятий під контроль російськими військовими при відступі з Херсона єноті. Ведуча назвала тварину «символом десантників та їх перемог». У матеріалі також говорилося, що єнот — «маленький боєць» і «хлопець у розквіті сил», і що його позивний «Херсон» було обрано під час онлайн-опитування.
У грудні 2022 року юнгвардійці з Кемерово записали новорічне відеопривітання для єнота з позивним «Херсоном» та його рятівниками. На відео діти стоять із прикрашеними під єнота обличчями, тримають у руках подарунки та малюнок «Херсона». Вони побажали звірові та його рятівникам здоров'я, щастя та перемоги.
Кандидат філологічних наук Тетяна Шахматова називає історію з єнотом «однієї з яскравих спроб створення нової військової міфології». Вона зазначає, що тварина, вилучена з зоопарку, живе в умовах, що не дуже підходять для дикої тварини, і що проводиться «активна піар-кампанія за участю милого звірка»; за допомогою єнота російські військові «хочуть уявляти себе такими вправними, швидкими, з хитрою і водночас зовні приємними, не агресивними». Образ єнота з Херсона, пише Шахматова, точно слідує своєму фольклорному архетипу, допомагаючи розв'язувати проблеми, які здаються нерозв'язними.

#### Telegram-канал
Єноту надали позивний «Херсон». 12 листопада був створений Telegram-канал «Енот из Херсона», де стали публікуватися пости на підтримку російських десантників від імені єнота. Видання «Главред» пише, що тварина живе в окопах з російськими військами, і наводить коментар військовослужбовця, який взяв єнота: «Звичайно, любить і паскудити, як же без цього. Ось він, маленький диверсант. Нічні диверсії у нього відбуваються дуже часто. Вночі він громить просто в нас бунгало. Прокидаюся під ранок – у нас все бунгало розгромлено. Пакети для сміття, щось розірване. Перевернуто догори дном». Станом на 22 листопада 2022 року Telegram-канал «Енот из Херсона» налічує понад 50 000 підписників. У каналі публікуються меми, відео та малюнки, присвячені єноту, серед яких багато дитячих.
В одному з відео російські військові пояснюють, що вони не крали єнота з Херсонського зоопарку, а побачили «кинуту та самотню тварину» і взяли з собою: «Єнота ми не віддамо, єнот залишиться з нами». Десантники також зазначили, що годують тварину рибою, горіхами, солодощами та виноградом. Інші тварини, взяті з Херсонського зоопарку, були вивезені до кримського левового парку «Тайган», а єнот Херсон з якоїсь причини залишився у розпорядженні ПДВ.
У Telegram-каналі також з'явилося відео, на якому російський десантник патрулює дорогу, а єнот виглядає з підсумку з боєприпасами. В інших відео каналу «Енот из Херсона» показано, як російські солдати гладять єнота, а в малюнках сама тварина зображена в небесно-блакитному береті ВДВшника і в тільнику.